# ميلفيل ي. ستيوارت
ميلفيل ي. ستيوارت (بالإنجليزية: Melville Y. Stewart)‏ هو فيلسوف أمريكي، ولد في 1935.